# Ectropis inversa
Ectropis inversa là một loài bướm đêm trong họ Geometridae.